# 是不是少了什麼
《是不是少了什麼》（Lack of Something）為台灣後搖滾樂團甜梅號（Sugar Plum Ferry）的首張專輯，於2001年8月25日由水晶唱片發行，現已絕版。專輯原本決定赴美國由後搖滾鬼才Bundy K. Brown錄製，但是因為簽證問題而取消。專輯錄製結束後鼓手佑子也在隔年離團。本專輯獲得《MCB Taiwan音樂殖民地酷樂刊》選為2001年十大最佳台灣專輯。

## 曲目
- 01. No More Soundtrack / 5:28
- 02. 橫臥的麥當勞／3:18
- 03. 老搖滾／2:52
- 04. 惡夢便當／3:26
- 05. 一個人的水道／5:36
- 06. 體育／5:04
- 07. 螢火蟲小夜曲／6:53
- 08. 家事伯／4:16
- 09. 偏執狂的論文／4:53
- 10. 教員子女／3:47
- 11. William Wuss / 6:00
- 12. Furby (Hidden Track) / 7:08

## 相關連結
- 甜梅號BLOG
- 官方BLOG專輯介紹